# Rudolf Swiderski
Rudolf Swiderski (Leipzig, 28 de julho de 1878 — Leipzig, 2 de agosto de 1909) foi um jogador de xadrez da Alemanha do início do século XX com participação em vários torneios internacionais. Seus melhor resultado foi o primeiro lugar com Frank Marshall no Torneio Gambito Rice, primeiro em Coburgo (1904), junto com Carl Schlechter e Curt von Bardeleben, e sexto em Monte Carlo (1904).

## Carreira
Ele ficou em 6º em Eisenach 1896 (Hauptturnier), em 2º em Annaberg 1897, empatou em 7-8 em Berlim 1897 e empatou em 3-6 em Amsterdã. Ele deixou sua marca em 1900, quando conquistou o 1º lugar no Munich Hauptturnier. Depois disso, ele jogou em vários torneios importantes.
Em 1902, ele empatou em 7-8 em Hanover (13º Congresso DSB; Dawid Janowski venceu). Em 1903, ele conquistou o 8º lugar em Viena (torneio temático do King's Gambit; Mikhail Chigorin venceu). Em 1904, ele conquistou o 6º lugar no torneio de xadrez de Monte Carlo (Géza Maróczy venceu). Em 1904, ele empatou em 1º-2º com Frank Marshall em Monte Carlo (torneio temático do Rice Gambit). Em 1904, ele empatou em 1º-3º com Curt von Bardeleben e Carl Schlechter em Coburg (14º Congresso DSB).
Em 1905, ele empatou em 4-5 em Scheveningen (Marshall venceu). Em 1905, ele conquistou o 2º lugar, atrás de Leo Fleischmann em Barmen (torneio B). Em 1906, ele ficou em 13º em Nuremberg (15º Congresso DSB; Marshall venceu). Em 1906, ele empatou em 12-13 em Ostend (Schlechter venceu). Em 1907, ele ficou em 17º em Ostend (torneio B; Akiba Rubinstein e Ossip Bernstein venceram). Em 1908, ele conquistou o 12º lugar em Viena (Oldřich Duras, Maróczy e Schlechter venceram). Em 1908, ele empatou em 14-15 em Düsseldorf (16º Congresso DSB; Marshall venceu). Em 1909, ele venceu em Leipzig.

## Morte
Ele cometeu suicídio logo após seu 31º aniversário, supostamente porque não poderia enfrentar uma operação. Embora muitos livros de referência se refiram à data de sua morte como 12 de agosto de 1909, o Washington Post daquela manhã continha um despacho de 11 de agosto sobre sua morte. O Trenton (NJ) Evening Times de 11 de agosto de 1909 relatou: "O corpo de M. Swiderski, do notável jogador de xadrez, que cometeu suicídio em 2 de agosto, foi encontrado hoje na sala onde ele se envenenou e depois disparou uma bala contra esta cabeça. O corpo estava muito decomposto. A data do suicídio foi determinada por uma nota deixada por Swiderski. Swiderski foi recentemente condenado por perjúrio em um julgamento que o envolveu em um escândalo vergonhoso".